# Five Nations 1992
Die Ausgabe 1992 des jährlich ausgetragenen Rugby-Union-Turniers Five Nations (seit 2000 Six Nations) fand an fünf Spieltagen zwischen dem 18. Januar und dem 21. März statt. Turniersieger wurde England, das mit Siegen gegen alle anderen Teilnehmer zum zehnten Mal den Grand Slam schaffte, mit Siegen gegen alle britischen Mannschaften auch die Triple Crown.

## Teilnehmer
| Land       | Stadion             | Stadt     | Trainer           | Kapitän                         |
| ---------- | ------------------- | --------- | ----------------- | ------------------------------- |
| England    | Twickenham Stadium  | London    | Geoff Cooke       | Will Carling                    |
| Frankreich | Parc des Princes    | Paris     | Pierre Berbizier  | Philippe Sella                  |
| Irland     | Lansdowne Road      | Dublin    | Ciaran Fitzgerald | Phillip Matthews / Phil Danaher |
| Schottland | Murrayfield Stadium | Edinburgh | Jim Telfer        | David Sole                      |
| Wales      | Cardiff Arms Park   | Cardiff   | Alan Davies       | Ieuan Evans                     |

## Tabelle
|    | Land       | Spiele | Siege | Unent. | Ndlg. | Spiel- punkte | Diff. | Tabellen- punkte |
| -- | ---------- | ------ | ----- | ------ | ----- | ------------- | ----- | ---------------- |
| 1. | England    | 4      | 4     | 0      | 0     | 118:29        | + 89  | 8                |
| 2. | Frankreich | 4      | 2     | 0      | 2     | 75:62         | + 13  | 4                |
| 3. | Schottland | 4      | 2     | 0      | 2     | 47:56         | − 9   | 4                |
| 4. | Wales      | 4      | 2     | 0      | 2     | 40:63         | − 23  | 4                |
| 5. | Irland     | 4      | 0     | 0      | 4     | 46:116        | − 70  | 0                |

## Ergebnisse

### Erste Runde
| 18. Januar 1992 | Irland                                                     | 15 : 16       | Wales                                                         | Lansdowne Road, Dublin Schiedsrichter: Fred Howard (England) |
| 18. Januar 1992 | Versuche: Wallace Erhöhungen: Keyes Straftritte: Keyes (3) | (9:6) Bericht | Versuche: Davies Straftritte: Jenkins (3) Dropgoals: Stephens | Lansdowne Road, Dublin Schiedsrichter: Fred Howard (England) |

| 18. Januar 1992 | Schottland                            | 7 : 25         | England                                                                              | Murrayfield Stadium, Edinburgh Schiedsrichter: Derek Bevan (Wales) |
| 18. Januar 1992 | Versuche: White Straftritte: Hastings | (7:10) Bericht | Versuche: Morris Underwood Erhöhungen: Webb Straftritte: Webb (4) Dropgoals: Guscott | Murrayfield Stadium, Edinburgh Schiedsrichter: Derek Bevan (Wales) |

### Zweite Runde
| 1. Februar 1992 | England                                                                                         | 38 : 9         | Irland                                               | Twickenham Stadium, London Schiedsrichter: Dereke Bevan (Wales) |
| 1. Februar 1992 | Versuche: Guscott Halliday Morris Underwood Webb (2) Erhöhungen: Webb (4) Straftritte: Webb (2) | (24:9) Bericht | Versuche: Keyes Erhöhungen: Keyes Straftritte: Keyes | Twickenham Stadium, London Schiedsrichter: Dereke Bevan (Wales) |

| 1. Februar 1992 | Wales                    | 9 : 12         | Frankreich                                                                    | Cardiff Arms Park, Cardiff Zuschauer: 60.000 Schiedsrichter: Owen Doyle (Irland) |
| 1. Februar 1992 | Straftritte: Jenkins (3) | (0:12) Bericht | Versuche: Saint-André Erhöhungen: Lafond Straftritte: Viars Dropgoals: Penaud | Cardiff Arms Park, Cardiff Zuschauer: 60.000 Schiedsrichter: Owen Doyle (Irland) |

### Dritte Runde
| 15. Februar 1992 | Frankreich                                                  | 13 : 31        | England                                                                                 | Parc des Princes, Paris Zuschauer: 45.150 Schiedsrichter: Stephen Hilditch (Irland) |
| 15. Februar 1992 | Versuche: Penaud Viars Erhöhungen: Viars Straftritte: Viars | (4:15) Bericht | Versuche: Morris Underwood Webb Strafversuch Erhöhungen: Webb (3) Straftritte: Webb (3) | Parc des Princes, Paris Zuschauer: 45.150 Schiedsrichter: Stephen Hilditch (Irland) |

| 15. Februar 1992 | Irland                                   | 10 : 18       | Schottland                                                             | Lansdowne Road, Dublin Schiedsrichter: Tony Spreadbury (England) |
| 15. Februar 1992 | Versuche: Wallace Straftritte: Keyes (2) | (3:9) Bericht | Versuche: Nicol Stanger Erhöhungen: Hastings Straftritte: Hastings (2) | Lansdowne Road, Dublin Schiedsrichter: Tony Spreadbury (England) |

### Vierte Runde
| 7. März 1992 | England                                                                     | 24 : 0         | Wales | Twickenham Stadium, London Schiedsrichter: Ray Megson (Schottland) |
| 7. März 1992 | Versuche: Carling Dooley Skinner Erhöhungen: Webb (3) Straftritte: Webb (2) | (15:0) Bericht |       | Twickenham Stadium, London Schiedsrichter: Ray Megson (Schottland) |

| 7. März 1992 | Schottland                              | 10 : 6        | Frankreich              | Murrayfield Stadium, Edinburgh Zuschauer: 54.000 Schiedsrichter: Frederick Burger (Südafrika) |
| 7. März 1992 | Versuche: Edwards Straftritte: Hastings | (4:3) Bericht | Straftritte: Lafond (2) | Murrayfield Stadium, Edinburgh Zuschauer: 54.000 Schiedsrichter: Frederick Burger (Südafrika) |

### Fünfte Runde
| 21. März 1992 | Frankreich                                                                                         | 44 : 12        | Irland                    | Parc des Princes, Paris Zuschauer: 49.317 Schiedsrichter: Frederick Burger (Südafrika) |
| 21. März 1992 | Versuche: Cabannes Cécillon Penaud Sadourny Viars (2) Erhöhungen: Viars (5) Straftritte: Viars (2) | (18:6) Bericht | Straftritte: McAleese (4) | Parc des Princes, Paris Zuschauer: 49.317 Schiedsrichter: Frederick Burger (Südafrika) |

| 21. März 1992 | Wales                                                          | 15 : 12       | Schottland                                             | Cardiff Arms Park, Cardiff Schiedsrichter: Marc Desclaux (Frankreich) |
| 21. März 1992 | Versuche: Webster Erhöhungen: Jenkins Straftritte: Jenkins (3) | (9:6) Bericht | Straftritte: Chalmers (2) Hastings Dropgoals: Hastings | Cardiff Arms Park, Cardiff Schiedsrichter: Marc Desclaux (Frankreich) |